# Пам'ятник жертвам депортації у Криму (Севастополь)
Пам'ятник жертвам депортації — монумент в пам'ять жертв депортації кримських татар та деяких інших народів, які жили в Криму, встановлений у місті Севастополь.

## Історія
Пам'ятник депортованим з Крима народам було закладено ще 1994-го року, але будівництво почалося лише в грудні 2007, а відкриття відбулося 18 травня 2008 року, у 64-у річницю депортації. Починаючи з 1994 року представники депортованих з Криму народів (кримські татари, болгари, греки, німці і вірмени) просили у місцевої влади побудувати пам'ятник у Севастополі.
Монумент було відкрито 2008 року під час пам'ятних заходів, присвячених 64-й річниці депортації народів з Криму в місті Севастополь, в сквері навпроти автовокзалу і неподалік від залізничного вокзалу.
У 2013 році траурний мітинг 18 травня біля пам'ятника жертвам депортації вперше пройшов без участі представників севастопольскої влади.
18 травня 2016 року пам'ятник облили кислотою.
У 2018 році перед Днем народної єдності біля меморіала встановили інформаційні стенди, присвячені депортації.

## Опис
Монумент являє собою п'ятигранний обеліск заввишки 7 метрів, розсічений на чорну і білу частини. Ці кольори символізують дві частини життя народів — до і після депортації. На п'яти литих дошках з чавуну або силуміну (розміром 860 на 660) біля основи пам'ятника зроблені написи на мовах п'яти народів, які були депортовані: кримськотатарською, вірменською, болгарською, грецькою, німецькою, за принципом: одна дошка - одна мова. Всі написи є перекладом наступного тексту:
|  | Ваші страждання ніколи не будуть забуті в ім'я життя та справедливості |

Автор пам'ятника — архітектор Георгій Григорьянц.